# Paolo Flores d'Arcais
Paolo Flores d'Arcais (né le 11 juillet 1944 à Cervignano del Friuli) est un journaliste, chercheur et philosophe italien, directeur de la revue MicroMega depuis 1986. Il collabore également à La Repubblica, à Il Fatto Quotidiano, à El País, à la  Frankfurter Allgemeine Zeitung et à  Gazeta Wyborcza.

## Biographie
Il a déclaré s'être inspiré dans ses essais d'Albert Camus et Hannah Arendt. Il a été jusqu'en 2009, chercheur universitaire de philosophie morale auprès de la faculté d'études philosophiques et épistémologiques de l'université de Rome « La Sapienza ». Il est radicalement athée : il expose ses convictions avec le cardinal Angelo Scola dans Dio? Ateismo della ragione e ragioni della fede, en 2008.
Il participe aux organisations de jeunesse du Parti communiste italien mais il en est radié pour sa participation simultanée à la Quatrième Internationale trotskiste. Ami et disciple de Lucio Colletti, après avoir été un des protagonistes du 68 romain, il débouche sur des positions de réformisme radical pour se rapprocher un bref moment de Bettino Craxi et de Claudio Martelli dont il s'éloigne ensuite définitivement.
En 1991, il adhère au Parti démocrate de la gauche d'Achille Occhetto en faisant partie de la direction mais il le quitte deux ans après en raison de son soutien à la guerre du Golfe contrairement au reste du parti. Il promeut alors ce qui est appelé en Italie la saison des girotondi et finit par pelisse[pas clair] une liste de candidats pour les primaires de L'Olivier ce qui sera un échec qu'il admet.
En mars 2008, il annonce sur MicroMega qu'il votera pour le Parti démocrate contre Silvio Berlusconi. En 2013, il vote pour la Révolution civile d'Antonio Ingroia.